# Атянин, Фёдор Семёнович
Фёдор Семёнович Атя́нин (6 [19] июня 1910, Мордовская Муромка, Пензенская губерния — 8 августа 1975, Саранск) — мокшанский советский писатель, журналист и драматург, педагог.

## Биография
Родился в деревне в семье крестьянина. Рано остался без родителей, воспитывался в детдоме.
С четырнадцати лет работал учеником сапожника, рабочим в порту, в 1927—1929 годы — на шахтах Донбасса.
В 1932 году окончил Мордовский рабфак, в 1939 — Московскую академию связи имени Н. Подбельского по специальности «военный инженер». С 1939 по 1944 год служил в рядах Красной Армии, участник Великой Отечественной войны . После демобилизации преподавал мордовский язык в Институте театрального искусства имени А. Луначарского. В 1948 году переехал в Саранск, работал в республиканских газетах «Мокшень правда» и «Молодой ленинец».
Умер и похоронен в Саранске. Могила Ф. С. Атянина на саранском кладбище № 1 является региональным объектом культурного наследия.

## Творчество
Первые стихи опубликовал в 1939 году. Обогатил мордовских литературу стихами и песнями, поэмами, рассказами, повестями, сказками, пьесами. Первый сборник стихов «Мазы пинге» («Прекрасная пора») вышел в 1954 году. При создании стихов и сказок опирался на мокшанский фольклор.
По его драме-легенде «Атямсь кельги мокшень стыр» («Невеста грома»), обращённой к древним истокам духовной культуры мордовского народа, в 1967 году осуществлена постановка на сцене Мордовского музыкально-драматического театра. Написал также пьесу-сказку «Аргун» (1958) и драму «Самая длинная из дорог» (о подвиге Героя Советского Союза Михаила Девятаева).
Многие произведения Ф. С. Атянина переведены на русский язык.
Член Союза писателей СССР.

### Избранные сочинения
| повести в стихах - «Шадось ушедсь» («Лед тронулся», 1959) - «Варьхмодема ланга» («На рассвете», 1962) повести - «Мзярда кенерихть марьхне» («Когда созревают яблоки», 1963) - «Крута куцемат» («Крутые ступени», 1962—1963) драма-легенда - «Атямсь кельги мокшень стирь» («Невеста грома», 1965; поставлена в 1967) | книги - «Мазы пинге» (Замечательная пора, 1954) - «Сельведь-богатырь» (Слеза богатыря, 1956) — рассказы и повести для детей - «Пусма панчф» (Букет цветов, 1956) — рассказы и повести для детей - «Тунда» (Весна, 1958) - «Наваждения шобдава» (1970) в русском переводе - Чудо над Мокшей. — Саранск, 1958 - Богатырская трава. — М., 1964 - Серебряное озеро. — Саранск, 1968 - В новогоднюю ночь. — Саранск, 1973. |

## Награды
- Заслуженный работник культуры Мордовской АССР (1968)[3]

## Память
В Саранске на доме 47 по улице Советской, где жил Ф. С. Атянин, была установлена мемориальная доска.
Архив Ф. С. Атянина, насчитывающий более 60 экспонатов (фотографии, документы, книги), в 1979 году передан его женой С. И. Атяниной в фонд Мордовского республиканского объединённого краеведческого музея имени И. Д. Воронина.

## Комментарии
1. ↑  Ныне — в Широкоисском сельсовете, Мокшанский район, Пензенская область.
2. ↑  В источниках указывается также дата смерти 10.7.1975[2].